# Zawada (powiat myszkowski)
Zawada – wieś w Polsce położona w województwie śląskim, w powiecie myszkowskim, w gminie Żarki.
W latach 1975–1998 miejscowość należała administracyjnie do województwa częstochowskiego.